# Ellen Tiselius
Ellen Tiselius, född Afzelius den 9 april 1884 i Uppsala, död 13 juli 1970 i Engelbrekts församling i Stockholm, var en svensk kulturpersonlighet och filantrop.
Tiselius var äldsta dotter till juristen och riksdagsmannen Ivar Afzelius och dennes maka Anna, född Richert. Hon var född i Uppsala, men växte upp i Stockholm. Den unga Ellen Afzelius visade tidigt intresse för socialt arbete. När hon var strax över 20 år gammal skrev hon till Emilia Broomé som var föreståndare för Centralförbundet för Socialt Arbete: "Finns det någon användning för en person, som ingenting kan och bara har en förfärlig handstil och en stor längtan efter att göra nytta?" Bara några år senare utsågs hon till föreståndare för den nystartade Barnavårdsbyrån i Stockholm, en position som hon hade mellan 1909 och 1914.
Ellen Afzelius lämnade rollen som föreståndare för Barnavårdsbyrån när hon gifte sig 1915 med Karl Tiselius, som då var revisionssekreterare. Hon fortsatte dock att vara engagerad i organisationen som ordförande i dess arbetsutskott.
När maken 1930 blev utsedd till landshövding för Östergötlands län flyttade familjen till Linköpings slott där de blev kvar till 1941. Under tiden i Östergötland kom hon att intressera sig för knypplingens bevarande som hantverk och grundade 1938 tillsammans med Agnes Geijer Fackutskottet för Vadstenaspetsar.
Efter makens pensionering från landshövdingeposten flyttade de tillbaka till Stockholm. Där blev Ellen Tiselius invald i Svenska Röda Korsets överstyrelse 1944. I Röda Korset arbetade hon främst med att utveckla organisationens sociala arbete i Sverige. Hon ledde uppstarten av Röda Korsets hemsamaritverksamhet, mattjänst för ensamma gamla samt koloniverksamheten för barn med polio och cerebral pares. Hon utsågs 1948 till förste vice ordförande för Svenska Röda Korset, men enligt förre generalsekreteraren Henrik Beer fungerade hon närmast som ordförande eftersom ordföranden Folke Bernadotte, såväl som hans efterträdare Emil Sandström, fokuserade på den internationella verksamheten. Även Tiselius var inblandad i internationellt arbete, framförallt i Tyskland efter Andra världskrigets slut. Makarna Tiselius är begravda på Norra begravningsplatsen utanför Stockholm.

## Utmärkelser
Ellen Tiselius tilldelades 1930 medaljen Illis quorum i åttonde storleken. Hon avancerade till tolfte storleken 1950.